# Ivica Dukan
Ivica Dukan je hrvatski košarkaš, bivši jugoslavenski reprezentativac.
Igrao je na položaju beka.
Igrao je koncem '70-ih i početkom '80-ih.

## Igračka karijera

### Klupska karijera
U karijeri je igrao za "Jugoplastiku". Karijeru je poslije "Splita" nastavio u Švicarskoj i Engleskoj.
Igrač je koji je prvi postigao "tricu" otkad je uvedena kao košarkaško pravilo u bivšoj Jugoslaviji.

### Reprezentativna karijera
Na Mediteranskim je igrama 1979. igrao za favoriziranu jugoslavensku reprezentaciju, koja je, iako u drugoj postavi, iznenađujuće osvojila samo srebreno odličje.

## Trenerska karijera
Danas radi kao skaut "Chicago Bullsa".